# Stari Grabovac
Stari Grabovac is een plaats in de gemeente Novska in de Kroatische provincie Sisak-Moslavina. De plaats telt 432 inwoners (2001).